# Sarah Champion (femme politique)
Sarah Deborah Champion (née le 10 juillet 1969) est une femme politique travailliste britannique et députée de Rotherham à la Chambre des communes.

## Biographie
Champion étudie la psychologie à l'Université de Sheffield. Avant d'entrer au Parlement, elle dirige des ateliers d'art et est employée au titre de chef d'établissement d'un hospice pour enfants à Rotherham. Champion est élue pour la première fois au Parlement lors de l'élection partielle de 2012. Elle devient ministre pour la prévention de l'abus dans le cabinet fantôme de Jeremy Corbyn en septembre 2015, en démissionne en juin 2016, à la suite d'un vote de défiance sur Corbyn, mais revient en juillet 2016. En octobre 2016, elle est nommée au poste de ministre pour les femmes et l'égalité, en plus de son autre poste, toujours au sein du Cabinet fantôme.
En août 2017, commentant l'affaire des viols collectifs de Rotherham, elle publie un article d'opinion dans The Sun, intitulé « Il y a des hommes pakistanais britanniques qui violent et exploitent des jeunes filles blanches... et il est temps d'y faire face, ». Elle dit notamment dans cet article que « la Grande-Bretagne a un problème avec des Pakistanais britanniques qui violent et exploitent des filles blanches ». La députée travailliste Naz Shah a critiqué les déclarations de Champion, dénonçant le titre de l'article comme incendiaire et irresponsable et arguant que 90 % des auteurs d'attentats sexuels contre des enfants sont des hommes blancs.
Toujours en août 2017, Jeremy Corbyn contraint Sarah Champion à démissionner du cabinet fantôme à cause de son article dans The Sun.